# کریستین وتکلو
کریستین وتکلو (انگلیسی: Christian Wetklo؛ زادهٔ ۱۱ ژانویهٔ ۱۹۸۰) بازیکن فوتبال اهل آلمان است.
از باشگاه‌هایی که در آن بازی کرده‌است می‌توان به باشگاه فوتبال دارمشتات ۹۸، باشگاه فوتبال ماینتس ۰۵، باشگاه فوتبال شالکه ۰۴، و باشگاه فوتبال روت‌وایس اسن اشاره کرد.
وی همچنین در تیم ملی فوتبال جوانان آلمان بازی کرده‌است.